# Lynteria violaceipennis
Lynteria violaceipennis là một loài tò vò trong họ Ichneumonidae.